# Eduardo Kingman
Eduardo Kingman Riofrío (* 3. Februar 1913 in Loja; † 27. November 1997 in Quito) war ein ecuadorianischer Maler.

## Leben

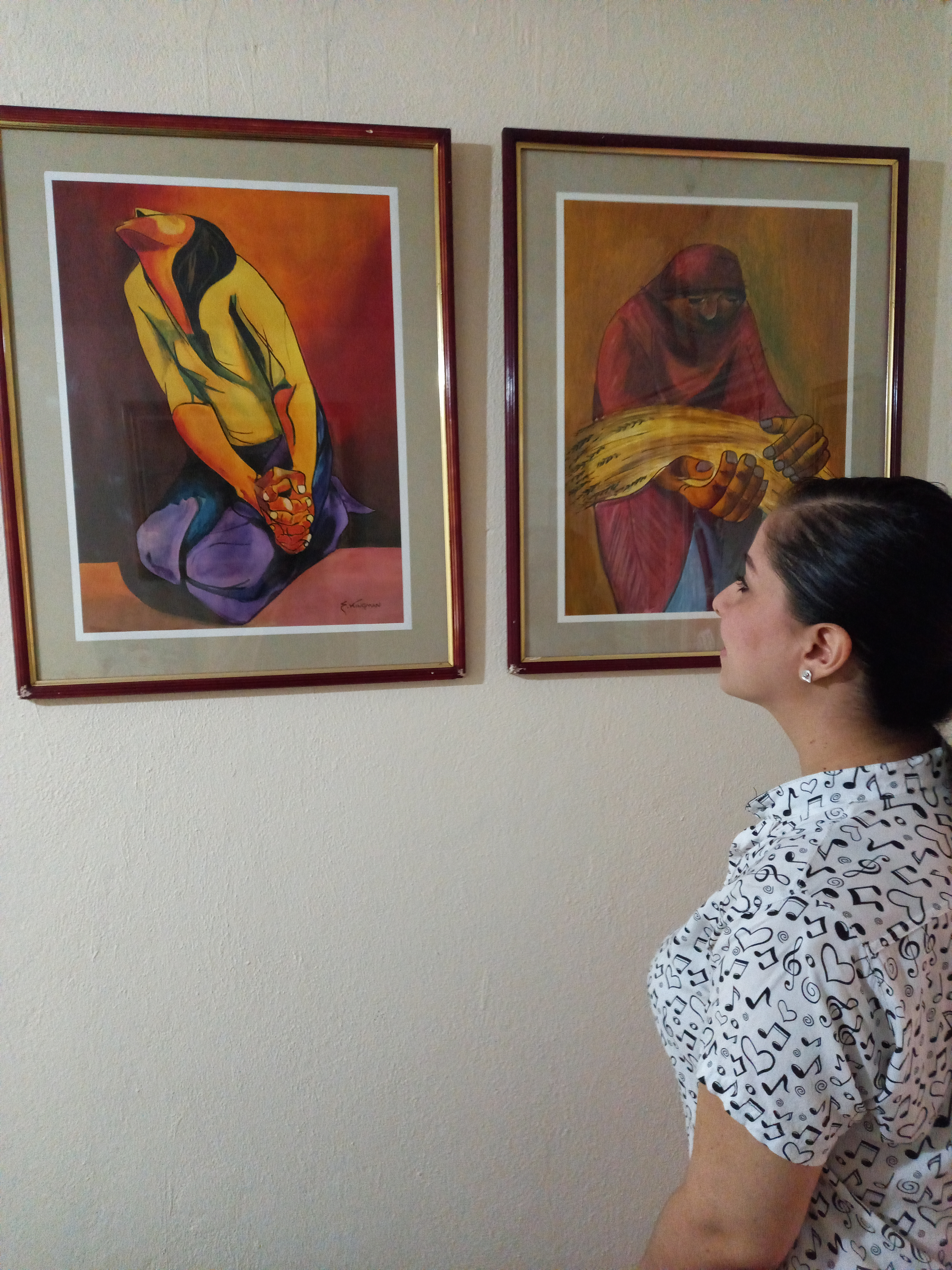
Kingman-Gemälde

Kingman war der Sohn eines US-amerikanischen Arztes, der über die South American Development Company nach Ecuador kam und dort zunächst bei den Goldminen von Portovelo arbeitete und später in die Hauptstadt Quito übersiedelte, und einer in erster Ehe verwitweten Ecuadorianerin. Sein Bruder Nicolás Kingman war ein bekannter Schriftsteller.
Kingman begann Ende der 1920er Jahre sein Studium an der Kunstschule Escuela de Bellas Artes in Quito. Sein wichtigster Lehrer war Víctor Mideros, auch Camilo Egas lehrte seinerzeit dort. Nachdem die Familie 1931 nach Guayaquil umzog, wurde er neben seinen Studien und wechselnden Tätigkeiten Teil der sich bildenden Intellektuellenszene der Hafenstadt. 1933 stellte er erstmals in Guayaquil seine Werke aus. Ende der 1930er Jahre zog er nach Quito zurück, wo er für die Kunstschule arbeitete und an verschiedenen Ausstellungen und Salons teilnahm.
1940 kaufte das Museum of Modern Art in New York eines seiner Ölgemälde. In den Folgejahren reiste Kingman zu Studienreisen und Ausstellungen in die USA, nach Venezuela und Peru. Er gehörte 1944 zu den Gründungsmitgliedern des ecuadorianischen Kulturinstituts Casa de la Cultura Ecuatoriana, dessen Begründer Benjamín Carrión ein Bewunderer mexikanischer Wandgemälde war, die das Leben der indigenen Bevölkerung unverklärt darstellten. Er förderte Kingman in seinen diesbezüglichen Arbeiten.
1950 wurde Kingman zum Direktor des ecuadorianischen Museums für Koloniale Kunst in Quito ernannt, einen Posten, den er mehr als 20 Jahre innehatte. Gleichzeitig war er Professor an der Escuela de Bellas Artes in Quito. Ende der 1970er Jahre zog er sich auf seine Posada Soledad im kleinen Ort San Rafaél vor den Toren Quitos zurück. Er starb 1997 nach einer schweren Lungenentzündung in Quito.
Seine Werke wurden unter anderem in Bogotá, Caracas, Mexiko-Stadt, San Francisco, Paris, in der Interamerikanischen Entwicklungsbank in Washington und am Sitz der Vereinten Nationen in New York ausgestellt. Er gewann zahlreiche Preise bei Salons und erhielt diverse Ehrungen.
Kingman war seit 1948 verheiratet mit Bertha Jijón Ante und hatte zwei Kinder.

## Werk
Ein übergreifendes Thema der Gemälde, Lithografien und Holzarbeiten Kingmans ist das von Mühsal geprägte Leben der indigenen Bevölkerung Ecuadors. Besonders die Hände und Gesichter der von Kingman dargestellten Menschen zeigen ausdrucksvoll Härte und Armut der Lebensumstände. Mit dieser Abwendung von bürgerlichen Themen in der Malerei war er Vorreiter einer Generation, der auch Maler wie Oswaldo Guayasamín angehörten.
Neben seiner Kunst war auch das soziale Engagement Kingmans und seine schriftstellerische Tätigkeit von seinem Einsatz für die indigenen Bevölkerung geprägt.